# جائزة الولايات المتحدة الكبرى 2002
جائزة الولايات المتحدة الكبرى 2002 (بالإنجليزية: 2002 United States Grand Prix)‏ هو سباق فورمولا 1 أقيم بتاريخ 29 سبتمبر 2002 في إنديانابوليس. كان السادس عشر من أصل 17 في بطولة العالم لسباقات الفورمولا واحد موسم 2002.